# Say You Do (Ultra)
Say It Once è il singolo di debutto della boy band britannica Ultra, pubblicato il 6 aprile 1998 come primo estratto dall'album di debutto della band Ultra, pubblicato per intero nel 1999.
Assieme a Say It Once, rappresenta il singolo di maggiore successo della carriera della boy band.

## Descrizione
Nel Regno Unito il singolo venne all'epoca pubblicato in formato CD singolo dalla EastWest Records, produttrice dell'intero album.

## Video musicale
Il videoclip ufficiale del brano venne diretto da Katie Bell.

## Successo commerciale
Say You Do nel suo Paese natale (il Regno Unito) debuttò e raggiunse la posizione numero 11 nella classifica Official Singles Chart, dove successivamente trascorse 10 settimane nella top 100.

## Tracce
CD 1
1. Say You Do – 3:39
2. Whatever – 3:44
3. Evolution – 3:43

CD 2
1. Say You Do – 3:26
2. Say You Do (extended version) – 5:40
3. Human After All – 3:31

Vinile
- Lato A: Say You Do – 3:39
- Lato B: Say You Do (extended version) – 5:40

## Classifiche
| Classifica (1998–1999) | Posizione massima |
| ---------------------- | ----------------- |
| Australia              | 58                |
| Nuova Zelanda          | 18                |
| Regno Unito            | 11                |